# ティンカップチャリス
ティンカップチャリス (Tin Cup Chalice) はアメリカ合衆国で生産された競走馬である。
2008年に史上初のOTBビッグアップル三冠制覇を達成し、同年のニューヨーク州産馬最優秀3歳牡馬となった。
0歳時の2005年10月にニューヨーク生産者団体主催のサラトガ混合セリ市へ上場されたが2000ドル（約20万円）の評価に留まり、結局生産者であるマイケル・レセッシーの主取りとなった。
馬名はジミー・バフェットのアルバム『Before The Beach Compilation of Down to Earth & High Cumberland Jubilee』に収録されている曲の「Tin Cup Chalice」が由来となっている。

## 経歴

### 2007年（2歳）
10月に競走馬デビュー戦を迎え、2着馬に15馬身1/4差をつける圧勝で初勝利を挙げた。11月にはフィンガーレイクスジュヴェナイルステークス（準重賞競走）を制して2戦2勝で2歳を終えた。

### 2008、2009年（3、4歳）
3歳時は、5月に条件戦を2連勝し、6月のOTBビッグアップル三冠競走第1戦目のマイクリーステークスを制した。その後7月に第2戦目のニューヨークダービーと8月に第3戦目のアルバニーステークスを制し、史上初のOTBビッグアップル三冠制覇を達成した。1998年より三冠達成馬には25万ドル（約2500万円）のボーナス賞金が支払われることになっており、当馬が初の対象馬となった。
9月にはステップナイスリーステークスに出走したがクビ差で敗れてデビュー戦以来の連勝が7で止まったものの、10月に重賞競走初挑戦となったインディアナダービー (G2) に出走し、当年のルイジアナダービー馬のパイロに1馬身差をつけて重賞競走初勝利を挙げた。
その後は招待を受けていたジャパンカップダートへの招待を受諾し、11月20日に単独で来日した。来日後は競馬学校で検疫を受け、11月26日に阪神競馬場へ移動し、そして迎えた12月7日のジャパンカップダート本番では、同日行われる第22回ワールドスーパージョッキーズシリーズ出場のために来日していたエドガー・プラードが初騎乗し、出走する外国馬の中で最高の5番人気に支持されたが13着という結果に終わった。
4歳となった2009年は、レース出走に向けてフィンガーレイクス競馬場で調整されていたが、4月17日の調教中に放馬した他馬（馬名Zany）と正面衝突し、その際に脊髄を損傷したことによりその後安楽死の処置がとられた。

## 競走成績
| 年月日 | 年月日 | 年月日 | 競馬場             | 競走名               | 格 | 頭数 | 枠番 | 馬番 | オッズ （人気） | 着順 | 騎手         | 斤 量 | 距離（馬場）  | タイム （上3F） | タイム /着差 | 勝ち馬/（2着馬）                 |
| 2007   | 10.    | 23     | フィンガーレイクス | 2歳未勝利戦          |    | 10   |      |      | 3.85（-人）     | 1着  | O.カメホ     | 54.5  | ダ1200m（重） | 1:10.9          | 15.1/4       | （コーチダグ）                   |
|        | 11.    | 3      | フィンガーレイクス | フィンガーレイクスJS | LR | 8    |      |      | 2.35（1人）     | 1着  | O.カメホ     | 53    | ダ1200m（良） | 1:11.2          | 1.3/4        | （セイトバサンディ）             |
| 2008   | 5.     | 11     | フィンガーレイクス | 3歳以上条件戦        |    | 6    |      |      | 1.45（1人）     | 1着  | P.ロドリゲス | 51.5  | ダ1000m（良） | 0:58.4          | 4            | （バロッサ）                     |
|        | 5.     | 30     | フィンガーレイクス | 3歳以上条件戦        |    | 8    |      |      | 1.35（1人）     | 1着  | P.ロドリゲス | 53.5  | ダ1100m（良） | 1:04.4          | 8            | （ラパン）                       |
|        | 6.     | 22     | ベルモント         | マイクリーS          |    | 8    |      |      | 5.50（3人）     | 1着  | P.ロドリゲス | 55    | ダ1400m（良） | 1:24.1          | 1.1/2        | （グルームドフォーヴィクトリー） |
|        | 7.     | 12     | フィンガーレイクス | ニューヨークダービー |    | 6    |      |      | 1.75（1人）     | 1着  | P.ロドリゲス | 55    | ダ1700m（良） | 1:45.9          | 1.1/2        | （オールマイティシルヴァー）     |
|        | 8.     | 20     | サラトガ           | アルバニーS          |    | 6    |      |      | 3.35（3人）     | 1着  | P.ロドリゲス | 56    | ダ1800m（良） | 1:51.3          | アタマ       | （ザッツライトオフィサー）       |
|        | 9.     | 14     | ベルモント         | ステップナイスリーS  |    | 6    |      |      | 3.10（2人）     | 2着  | P.ロドリゲス | 55.5  | ダ1600m（良） | 1:35.4          | クビ         | フェイマスペイトリオット         |
|        | 10.    | 4      | フージャー         | インディアナダービー | G2 | 7    |      |      | 10.00（5人）    | 1着  | P.ロドリゲス | 56    | ダ1700m（良） | 1:45.0          | 1            | （パイロ）                       |
|        | 12.    | 7      | 阪神               | ジャパンCダート      | GI | 15   | 4    | 8    | 21.2（5人）     | 13着 | E.プラード   | 56    | ダ1800m（良） | 1:51.6 (38.9)   | 2.4          | カネヒキリ                       |

※斤量はキログラム、距離はメートルに換算。

## 血統表
| ティンカップチャリスの血統ダマスカス系 / To Market 5×5=6.25%（母内） | ティンカップチャリスの血統ダマスカス系 / To Market 5×5=6.25%（母内） | ティンカップチャリスの血統ダマスカス系 / To Market 5×5=6.25%（母内） | （血統表の出典）  | （血統表の出典） |
| 父 Crusader Sword 1985 鹿毛                                          | 父の父Damascus 1964 鹿毛                                             | Sword Dancer                                                         | Sunglow           | Sunglow          |
| 父 Crusader Sword 1985 鹿毛                                          | 父の父Damascus 1964 鹿毛                                             | Sword Dancer                                                         | Highland Fling    |                  |
| 父 Crusader Sword 1985 鹿毛                                          | 父の父Damascus 1964 鹿毛                                             | Kerala                                                               | My Babu           | My Babu          |
| 父 Crusader Sword 1985 鹿毛                                          | 父の父Damascus 1964 鹿毛                                             | Kerala                                                               | Blade of Time     |                  |
| 父 Crusader Sword 1985 鹿毛                                          | 父の母Copernica 1972 鹿毛                                            | Nijinsky II                                                          | Northern Dancer   | Northern Dancer  |
| 父 Crusader Sword 1985 鹿毛                                          | 父の母Copernica 1972 鹿毛                                            | Nijinsky II                                                          | Flaming Page      |                  |
| 父 Crusader Sword 1985 鹿毛                                          | 父の母Copernica 1972 鹿毛                                            | Copper Canyon                                                        | Bryan G.          | Bryan G.         |
| 父 Crusader Sword 1985 鹿毛                                          | 父の母Copernica 1972 鹿毛                                            | Copper Canyon                                                        | First Flush       |                  |
| 母 Twice Forbidden 1993 鹿毛                                         | 母の父Spectacular Bid 1975 芦毛                                      | Bold Bidder                                                          | Bold Ruler        | Bold Ruler       |
| 母 Twice Forbidden 1993 鹿毛                                         | 母の父Spectacular Bid 1975 芦毛                                      | Bold Bidder                                                          | High Bid          |                  |
| 母 Twice Forbidden 1993 鹿毛                                         | 母の父Spectacular Bid 1975 芦毛                                      | Spectacular                                                          | Promised Land     | Promised Land    |
| 母 Twice Forbidden 1993 鹿毛                                         | 母の父Spectacular Bid 1975 芦毛                                      | Spectacular                                                          | Stop On Red       |                  |
| 母 Twice Forbidden 1993 鹿毛                                         | 母の母Sweetness II 1983 鹿毛                                         | Stalwart                                                             | Hoist the Flag    | Hoist the Flag   |
| 母 Twice Forbidden 1993 鹿毛                                         | 母の母Sweetness II 1983 鹿毛                                         | Stalwart                                                             | Yes Dear Maggy    |                  |
| 母 Twice Forbidden 1993 鹿毛                                         | 母の母Sweetness II 1983 鹿毛                                         | Fresno Flyer                                                         | British Roman     | British Roman    |
| 母 Twice Forbidden 1993 鹿毛                                         | 母の母Sweetness II 1983 鹿毛                                         | Fresno Flyer                                                         | Cloo Tie F-No.4-m |                  |

### 血統背景
- 母、トゥワイスフォービドゥン（7戦2勝）
- 半兄、ドンコルレオーネ（ニューヨークダービー）